# 草港中
草港中，是臺灣彰化縣鹿港鎮的一個地名，位於該鎮北部。就行政區而言，範圍大致包括頭南里東北部凸出部分不含東南端、草中里東部、頭崙里西北端，以及線西鄉下犁村東部。

## 歷史
台灣清治末期至日治初期，草港中地區為一街庄，稱為「草港中庄」，隸屬於馬芝堡。該庄北與下犁庄、頂犁庄為鄰，東與七張犁庄為鄰，南邊為頂番婆庄、南勢庄，西邊為草港尾庄。
1901年（日治明治三十四年）11月，該庄隸屬於彰化廳。1909年（明治四十二年）10月，改隸屬於臺中廳。1920年（大正九年），該庄改制為「草港中」大字，隸屬於臺中州彰化郡鹿港街。
戰後鹿港街改制為鹿港鎮，隸屬於彰化縣，大字亦改制為里。

## 交通
縣道139甲（頂草路三段）是和美至彰化的道路，大致以L形經過草港中地區，往北轉東北可前往和美，往東南轉東可前往頂番婆、彰化市區。

## 學校
- 鹿鳴國中
- 草港國小（小部分）